# Johann von Naves
Johann von Naves (auch Jean Naves de Messancy) (* um 1500 bei Marville; † 20. Februar 1547 in Ulm) war unter Karl V. Reichsvizekanzler. Er selbst blieb zwar bis zu seinem Tod katholisch, erkannte aber auch den Protestantismus an und war so ein ausgleichender Faktor in der Reichspolitik.

## Aufstieg
Er stammte aus einer Luxemburger Adelsfamilie. Über Familie und frühen Jahre ist kaum etwas bekannt. Nach eigenen Angaben hat er studiert, vermutlich in Mainz. Im Jahr 1524 war er in Straßburg. Dort trat er in Verbindung mit protestantischen Kreisen. Er trat als Verwaltungsbeamter in den Dienst Luxemburgs ein. Zwischen 1525 und 1529 war er als Greffier für innere Angelegenheiten des Landes zuständig. Daneben war er im Auftrag der Statthalterin der Niederlande Königin Maria von Ungarn auch mit Aufträgen am Reichskammergericht betraut. Er heiratete 1530 Madeleine von Schauenburg.
Im Jahr 1538 wurde er erstmals als Diplomat zu Philipp von Hessen entsandt. Im Auftrag der Regierung der spanischen Niederlande in Brüssel wurde er kurze Zeit später zu einer zweiten Mission nach Hessen entsandt. Philipp zu einer etwas unabhängigen Politik gegenüber dem Schmalkaldischen Bund zu bewegen scheiterte jedoch. Dennoch waren diese Missionen später von Bedeutung, lernte er doch die Führer des protestantischen Deutschland kennen. Für diese wurde Naves zu den bedeutendsten Vermittlern in Wien.
Naves wurde 1539 zum Verwalter der Propstei von Marville ernannt. Seit 1540 trat er vollständig in den Dienst Kaiser Karl V. Anfangs diente er als Gehilfe des französischen Diplomaten Nicolas Perrenot de Granvelle bei den Religionsgesprächen zu Hagenau und Worms.

## Reichsvizekanzler
Zunächst als Dolmetscher war Naves beim Reichstag zu Regensburg anwesend. Am 5. April 1541 verlas er neben Friedrich von der Pfalz für die kaiserliche Seite die Proposition des Reichstages. Ohne bereits förmlich dazu ernannt zu sein, übte er damit die Funktion eines Reichsvizekanzlers aus. Damit wurde er Nachfolger von Matthias von Held. Im Vorfeld der Regensburger Deklaration vom 13. Juli 1541 plädierte er für die Gründung eines Städtebundes unter kaiserlicher Führung. Dieser war gedacht als Gegengewicht zu den Territorialfürsten. Durch die Einbindung protestantischer Reichsstädte sollte der Schmalkaldische Bund zerschlagen werden. Diese Idee konnte Naves indes nicht durchsetzen. Auch auf den folgenden Reichstagen verfolgte er die Idee eines kaiserlichen Bundes weiter.
An den Reichstagen zwischen 1542 und 1546 war Naves als kaiserlicher Beauftragter (Reichstagskommissar beziehungsweise Hofrat) tätig. Zusammen mit König Ferdinand gelang es ihm die wichtigsten Reichsstände dazu zu bewegen ihre Gesandte 1542 zum Reichstag von Speyer zu entsenden. Der Versuch des französischen Königs die Stände zu spalten, scheiterte vor allem an der Bedrohung des Reiches durch die Osmanen. Naves verfasste eine Denkschrift, die die Vorhaltungen von französischer Seite entkräfteten. Diese Schrift brachte ihm die Anerkennung der Reichsstände ein.
Im Jahr 1543 begrüßte Naves Kaiser Karl V. bei dessen Ankunft in Genua und blieb auch während des Krieges gegen das Herzogtum Kleve in seiner Nähe. Im November 1545 überwachte er im Auftrag des Kaisers die Wahl eines neuen Erzbischofs und Kurfürsten von Mainz, aus dem Sebastian von Heusenstamm als Sieger hervorging. Außerdem reiste er 1545 und 1546 mehrfach im Auftrage des Kaisers als Diplomat zu verschiedenen Reichsfürsten. So sollte er etwa den zum Protestantismus neigenden Kölner Kurfürsten und Erzbischof Hermann von Wied von dessen Kirchenreformen und einer Annäherung an den Schmalkaldischen Bund abbringen. Ihm gelang es 1546 ein Treffen zwischen Philipp von Hessen und dem Kaiser zu vermitteln. Als sich Friedrich von der Pfalz offen zum Protestantismus bekannte, hat es Neves geschafft, den Kurfürsten zur Neutralität im Schmalkaldischen Krieg zu bewegen. Nach dem kaiserlichen Sieg war er mit Verhandlungen über die Unterwerfung unter den Kaiser tätig.